# Phyllanthus microdendron
Phyllanthus microdendron är en emblikaväxtart som beskrevs av Johannes Müller Argoviensis. Phyllanthus microdendron ingår i släktet Phyllanthus och familjen emblikaväxter.

## Underarter
Arten delas in i följande underarter:
- P. m. asper
- P. m. microdendron